# 亚历山大·马歇尔
亚历山大·马歇尔（Alexander Marshall，1846年12月13日—1928年8月9日）是一位普利茅斯弟兄会的著名传道人。

## 早年
1846年12月13日，马歇尔出生于苏格兰威格敦郡的斯特兰拉尔，在敬虔的基督徒家庭中成长。父亲约翰·马歇尔是位虔诚的布商，也是教会长老，被称为“圣洁的马歇尔”（Holy Marshall）。
马歇尔在18岁时离开家乡, 到格拉斯哥的布店工作，由于弟兄会传道人戈登·福隆（Gordon Forlong, 1819-1908）的街头热切传讲，加入奉主名聚会的基督徒召会。1876年, 格拉斯哥希望堂（Hope Hall）聚会推荐马歇尔为全时间事奉主的传福音者，此后他走遍苏格兰和英格兰各地，传扬福音。

## 福音拓荒者
1879年，马歇尔前往加拿大拓荒，在加拿大带领多人悔改归主。1882年与泰特小姐结婚。马歇尔在婚后全力投入福音工作，是著名的福音大使，他一生中曾36次横渡大西洋到加拿大和美国宣道。1897年，他前往冰岛，他还前往埃及、中美洲、墨西哥和新西兰传道。第一次世界大战期间，71岁高龄的马歇尔冒险前往法国，向军人传讲福音。俄国革命期间，他又冒险前往俄罗斯和爱沙尼亚，帮助那里的受难者。
马歇尔最初参加“所需的真理之召会”（Needed Truth Brethren）的聚会，但因关于擘饼聚会（breaking of bread meeting）的分歧而离开。麦歇等人认为，只要两三个信徒就可以擘饼纪念主。他们有时被认为是福音堂基督徒聚会处（Gospel Hall Brethren）的开始。 
马歇尔曾敦促基督徒公开抗议，反对自由主义神学。然而，马歇尔自己也被指控为异端。
1903年，马歇尔从海外回到苏格兰的普雷斯特威克居住。1928年8月9日，马歇尔去世，享年81岁。他在普雷斯特威克坟场的墓碑上仍然刻着福音信息。他的住所也改为宣道士之家（missionary home）。

## 出版物
马歇尔是著名的福音单张作者，号称“福音单张大王”（the prince of tract writers）。
- 《神拯救之道》（God's Way of Salvation），是一本32页的小册子，于1920年代出版[6][7]。这本小册子以18种语言出版，印刷了400多万册。[8]
- 《选择基督或是批评者?》（Christ or the "critics": Whom shall we believe?）于1920年出版[9]，批评“现代主义”和“理性主义”的谬误。
- 《我悔改归主的故事》(The Story of My Conversion)
- 《两次从奴役中获救》(Twice Rescued from Slavery)
- 《七十岁时得救》(Saved at Seventy)
- 《一位高原居民的悔改归主》(A Highlander’s Conversion)
- 《给予神子民的直路》(Straight Paths for the People of God）关于教会真理
- 《慈爱的神会永远刑罚他的受造物吗?》(Will a God of Love Punish any of His Creatures for Ever?)。
- 福音期刊 《救恩的传令官》(Herald of Salvation).